# Za dużo wiesz
Za dużo wiesz – singel Justyny Steczkowskiej z 1997 roku.

## O piosence
Utwór był pierwszym singlem promującym płytę Naga. Stał się jednym z przebojów 1997 roku. Pokazał on łagodniejsze i mniej mroczne oblicze Justyny, skupiając się na brzmieniu gitary akustycznej.

## Teledysk
Teledysk został nakręcony w 1997 roku w jednym z mieszkań w warszawskiej kamienicy. Pokazuje Justynę jako dziewczynę oczekującą na powrót ukochanego.

## Notowania
| Lista                              | Pozycja |
| ---------------------------------- | ------- |
| Lista Przebojów Programu Trzeciego | 2       |
| SLiP                               | 17      |